# Codex Theodosianus
Der Codex Theodosianus ist eine spätantike Gesetzessammlung, die der oströmische Kaiser Theodosius II. (408–450) gemeinsam mit seinem Vetter, dem jungen weströmischen Kaiser Valentinian III. (425–455), gegenüber dem Senat von Konstantinopel 429 in Auftrag gab. Aufgezeichnet werden sollten die römischen Gesetze und seit 312 promulgiertes Kaiserrecht, beginnend mit Konstantin dem Großen. Einbezogen waren die Codices Gregorianus und Hermogenianus, insbesondere deren Reskripte. Die große Masse aber machten Briefe (epistulae) und Verkündungen (orationes) gegenüber Amtsträgern und dem Senat aus, nicht hingegen Privatbescheide. Treibende Kraft der eingesetzten Gesetzeskommission aus Beamten und Rechtsgelehrten soll Antiochus der Jüngere (Chuzon) gewesen sein. Seit dem 3. Jahrhundert war eine Fülle von Kaisergesetzen erlassen worden, die zu erheblicher Rechtsunsicherheit geführt hatten, weshalb die Gesetzesberatungen unter die Maxime gestellt wurden, die Inhalte fehlerfrei zusammenzuführen, „unter Ausschluss jeder Widersprüchlichkeit im Recht“. Der Wunsch nach einer Sammlung für den praktischen Gebrauch ging von der Beamtenschaft der kaiserlichen Zentralbürokratie und von der städtischen Oberschicht aus.

## Entstehung, Aufbau und Gestalt
Nach insgesamt achtjähriger Arbeit enthielt der Codex sechzehn Teile, unterteilt in Titel (tituli). 435 wurde er nochmals umfangreich präzisiert und im Jahr 438 vollendet und veröffentlicht. Mit Jahresbeginn 439 trat der Codex in Kraft. Da bis ins 6. Jahrhundert auch in Ostrom noch Sprache des Rechts, war er in Latein gehalten. Gültigkeit erhielt das teils kompilierte und teils kodifizierte Werk im gesamten Reich. Dabei wird deutlich, dass das Imperium Romanum trotz der sogenannten Reichsteilung von 395 nicht etwa in zwei unabhängige Staaten zerfallen war, sondern im Verständnis der Zeitgenossen (wie bereits in den Jahrzehnten vor 395) lediglich aus Gründen der Arbeitsteilung von zwei Kaisern regiert wurde. Auch nach 438 erließen Ost- und Westkaiser gemeinsame Gesetze, das letzte stammt aus dem Jahr 472.
Die Sammlung ist eine überaus wichtige historische Quelle. So verschafft sie Einblick in die gaianischen Institutionen, welche Bestandteil der florierenden Rechtswissenschaft der klassischen Zeit waren. Keine unwesentliche Rolle spielte auch das Gewohnheitsrecht (consuetudo, mos), eher untergeordnet und ergänzend, abweichend aber von den archaischen Sitten. Kaiserlich anerkannt war es in der Hauptsache dann, wenn sich die Provinzialrechte und lokalen Sitten nicht im Widerspruch zur Rechtsordnung im Übrigen befand. Vornehmlich waren Rechtsbereiche vom Gewohnheitsrecht betroffen, die – nach heutigem Verständnis – auf der Ebene des öffentlichen Rechts angesiedelt waren (allgemeine und Fiskalverwaltung, Reichsorganisation). Deshalb sind sie auch eine wichtige Quelle für die politische und Verwaltungsgeschichte des spätantiken Römischen Reiches.
In seiner heutigen Gestalt gibt der Codex kein vollständiges Bild ab, denn etliche Querverweise, beispielsweise auf die Collectio Avellana oder die Constitutiones Sirmondianae, finden keine Entsprechung und gehen ins Leere. Erhalten geblieben sind die Bücher 6–16 durch zwei Handschriften (Frankreich und Italien) aus dem 5. und 6. Jahrhundert. Einen nahezu vollständigen Überblick verschaffen sie aber nur in der Zusammenschau. Die Bücher 1–5 müssen aus verschiedenen Textzeugen, wie dem Codex Iustinianus oder der Lex Romana Visigothorum, rekonstruiert werden und vermitteln dabei (bei bekannter Grundordnung) ein lediglich sehr lückenhaftes Bild, sei es, weil Textteile abhandengekommen sind, sei es, weil später in die Texte eingegriffen wurde.
Die Bücher 1–15 behandeln traditionelle Themen, so die kaiserliche Verwaltung, allgemeines Prozessrecht und eine Vielzahl von Materien des Privat-, Straf-, Strafprozess- und Steuerrechts sowie hoheitliche Aufgabenverteilungen. Eine Besonderheit stellt Buch 16 des Werkes dar, das Kirchenrecht behandelt. Im Zusammenhang mit Erlassen über Kleriker, Häretiker und dogmatische Grundsätze, setzte sich das Buch mit Nicht-Christen, respektive Juden, auseinander. Einerseits wurde ihnen grundsätzlicher Schutz geboten, andererseits wurden sie in ihrer Glaubensfreiheit sehr eingeschränkt und marginalisiert. Juden durften keine Synagogen bauen und angesehene Berufe, wie die des Soldaten, Beamten oder Vertreter des Rechts- und Gerichtswesens, waren ihnen verwehrt. Hervorgehoben wurde, was vormals undenkbar war, dass das Christentum Sinnbild kaiserlichen Selbstverständnisses geworden war.

## Wirkung und Nachleben
Der Codex Theodosianus wurde in Westeuropa auch nach dem Untergang des weströmischen Kaisertums im Jahr 476 weiterhin benutzt; vor allem unter den Westgoten, aber auch in anderen germanischen Nachfolgereichen Roms bildete die Sammlung eine Grundlage für die eigenen Gesetzbücher. Die wisigotische Interpretation des Codex soll vornehmlich auf den spätantiken Quellen des oströmischen Kaisers Justinian (Corpus iuris) beruht haben und nicht auf den Redaktionen des gotischen Warlords Alarich. Der Codex Theodosianus war der wichtigste aller Vorläufer für den Codex Iustinianus, den Justinian seinen Beamten im Jahr 528 in Auftrag gegeben hatte und der alle damals noch gültigen Gesetze seit Hadrian umfassen sollte.
In einem Hauptort Siziliens soll um 450 ein Scholienapparat zur zweiten Hälfte des Codex entstanden sein, der sich durch eine einzige Handschrift, den Codex Vaticanus reginae 886 repräsentiert. Bedeutung für die Nachwelt erlangten die vatikanischen Summarien, weil so die Bücher 9 bis 16 wieder vollständig wurden, mehrfach gewürdigt und ediert von Gustav Friedrich Hänel, Carlo Manenti und letztlich Theodor Mommsen und Paul M. Mayer, dort im Band 1.1. Prolegomena derer Ausgabe. Über die Zusammenstellung hinaus summierte der Scholiast verschiedene Passagen der Bücher mit Eigenbeiträgen.

## Ausgaben
- Iacobus Gothofredus: Codex Theodosianus cum perpetuis commentariis Jacobi Gothofredi. Leipzig 1736–1743 (Nachdruck 1975), online.
- Theodor Mommsen, Paulus Meyer: Theodosiani libri XVI cum constitutionibus Sirmondianis et leges novellae ad Theodosianum pertinentes. Vier Teilbände. Berlin 1905 (Nachdruck 1954, 1970):
  - Band 1.1: Prolegomena von Mommsen, online, online, online, online
  - Band 1.2: Text des Codex Theodosianus und der constitutiones Sirmondianae, online
  - Band 2: Leges novellae ad Theodosianvm pertinentes, online
  - Band [3]: Tabulae sex (4 Seiten Text und 6 Fototafeln in Großformat), kein Digitalisat
- Iacobus Gothofredus: Codex Theodosianus 16,8,1-29. Übersetzt und bearbeitet von Renate Frohne (= Europäische Hochschulschriften, Reihe III, Band 453). Bern – Frankfurt/Main – New York – Paris 1991, ISBN 3-261-04287-7.
- Clyde Pharr: The Theodosian Code. And Novels. And the Sirmondian Constitutions. A Translation with Commentary, Glossary, and Bibliography, Princeton 1952.